# 2002年印度空军米格-21战斗机坠毁事故
一架印度空军米格-21战斗机于2002年5月3日在该国旁遮普邦贾朗达尔撞击办公楼并坠毁，飞行员成功从弹射椅逃生，但地面有8人死亡、17人受伤。一些试图救援的人员也有受伤。

## 事故概要
这架战斗机于当地时间10:00左右自阿达姆普尔空军基地起飞，起飞后，飞行员报告称听到“奇怪的噪音，之后是发动机的爆炸声”，察觉到危险后随即逃生。
飞机在大约10:05撞击当地的拉贾斯坦银行大楼并燃起大火。飞机的残骸散落在附近的居民楼顶。最先赶到事发地点的消防单位没有找到水源来灭火，直到当地驻军赶来，使用消防泡沫才控制住火势。
据多家新闻来源报道，飞机上的另一名飞行员也跳机逃生；然而米格-21只有一个座位，所以不可能有两名乘员。事故发生后，印度空军暂停了所有米格-21的飞行训练。

## 安全记录
米格-21近年来频发事故，这令印度议会和媒体极为关注该机型的安全性，印度空军还为米格-21起了个“会飞的棺材”的绰号。据统计，印度空军在1993年至2002年的9年间发生了283起事故，损失了100多名飞行员；自成立起到本次事件发生时，印度空军已坠毁了至少116架战机（不包括战斗损失），自1990年以来坠毁了81架。
另一方面也有人指出，印度空军缺乏有效的飞行员训练制度是米格-21事故高发的原因。
1986年曾发生过类似的事故，米格-21战斗机自印度北方邦起飞不久后失事，飞行员成功逃生，但飞机坠毁在一处村落，致使当地13人死亡。